# Округ Клеј (Илиноис)
Округ Клеј (енгл. Clay County) је округ у америчкој савезној држави Илиноис.

## Демографија
По попису из 2010. године број становника је 13.815, што је 745 (-5,1%) становника мање 2000. године.
| Група             | 2000.          | 2010.          |
| Белци             | 14.297 (98,2%) | 13.429 (97,2%) |
| Афроамериканци    | 16 (0,1%)      | 47 (0,3%)      |
| Азијати           | 76 (0,5%)      | 63 (0,5%)      |
| Хиспаноамериканци | 88 (0,6%)      | 151 (1,1%)     |
| Укупно            | 14.560         | 13.815         |